# تقنية الصل-جل
تعد تقنية الصل-جل من التقنيات المكتشفة قديماً لكنّ العمل بها بدأ في ستينيات القرن الماضي مع تزايد استخدام هذه التقنية لما فيها من ميزات لا تتواجد في الطرق التقليدية للاصطناع.
تعرف هذه التقنية على أنّهاالطريقة الموجهة لتشكيل الأكاسيد اللاعضوية، ذات البنى الهلامية، والتي يتم تحويلها لبنى زجاجية (غير متبلورة) صلبة عند درجات حرارة منخفضة، ويمكن تعريفها من وجهة نظر تيرموديناميكية على أنها تشكيل طور صلب مستقر نسبياً عند درجة حرارة معينة، بدءاً من الطور السائل (المحلول).
إحدى تقنيات إنتاج المواد السيراميكية المتقدمة. الصّل هو محلول غروانيّ، بينما الجلّ هو مركّب هلامي.

## شرح الطريقة
يتم في هذه العملية تحويل محلول من المركبات المعدنية أو معلّق من الجزيئات الدقيقة جداً في سائل (والتي يتم تسميتها الصّل) إلى كتلة لزجة جداً (ما يسمّى الجلّ).
يمكن التمييز بين عمليتين مختلفتين لتفاعل الصل-جل وذلك بالاعتماد على فيما إذا استخدم محول في العملية أو مادة غروانية. في حال استخدام الصل فإن مادة الجل الناتجة ستتألف من جزيئات غروانية بالإمكان تحديدها والتي تم ربطها ببعضها البعض عبر القوى السطحية لتشكل فيما بينها شبكة. وفي حال استخدام محلول عادي، ويعتبر المحلول الناتج عن مركبات معدنية عضوية محلولاً نموذجياً (مثل ألكوكسيدات المعادن)، فإن مادة الجل الناتجة ستتألف في أغلب الحالات من شبكة من السلاسل البوليميرية المتشكلة بواسطة تفاعلات الحلمأة (التحلل بالماء) والتكثيف.
تنال عملية محلول الصل-جل هذه اهتماماً معتبراً في مجال الأبحاث؛ فالعملية التي ترتكز على تكوين مركب هلامي بواسطة المواد المعلقة لها طيف واسع من التطبيقات الصناعية.

## تسلسل الخطوات الأساسية في هذه العملية
وكما هو مشار إليه في السطور السابقة فإن مادة البدء الأولية تتألف عادة من محلول من ألوكسيدات المعادن في مادة كحولية مناسبة. تمتلك ألوكسيدات المعادن الصيغة العامة M(OR)x ويمكن اعتبارها إما على أنها مشتق كحولي ROH حيث R من المجموعة الألكيلية، وفيها يتم استبدال بروتون جذر الهيدروكسيل بآخر معدني؛ أو على أنها مشتق من هيدروكسيد معدني M(OH)x. يتم إضافة الماء لهذا المحلول إما في الحالة النقية المقطرة أو في الحالة الممددة بالكحول. يمكن أن تتم تفاعلات الحلمأة والتكثيف مع التحريك المستمر وعند درجات حرارة أعلى بقليل من درجة حرارة الغرفة (50-90 C) ومع تراكيز مناسبة من المواد المتفاعلة ودرجة pH كافية في المحلول، مما يقود لتشكيل سلاسل (حلقات) بوليميرية. لو أخذنا مثالاً عن معدن رباعي التكافؤ (على سبيل المثال M = Si) فإن التفاعلات ستكون:
تفاعل الحلمأة
{\displaystyle M(OR)4+H2O-->M(OR)3+ROH}
تفاعل التكثيف
{\displaystyle M(OR)3OH+M(OR)4-->(RO)3--M--O--M--(OR)3+ROH}
تقود أحياناً عملية البلمرة للمكونات المتشكلة عبر تفاعلات الحلمأة والتكثيف مع الربط البيني والمتقاطع للسلاسل البوليميرية إلى ازدياد ملحوظ في لزوجة مزيج التفاعل وفي إنتاج المادة الهلامية. يمتلك الجلّ شبكة صلبة مستمرة ومعامل مرونة على القص متناهي في الصغر. يستخدم عادة الفائض من الماء والكحول في التفاعلات بحيث يكون مقدار المادة الصلبة في الجلّ (أي محتوى المواد الصلبة في الجلّ) قليل قدر الإمكان وأقل من 5-10% من الحجم في أغلب الأحيان. يتألف ما تبقى من الحجم من سائل يجب إزالته قبل مرحلة الشي.
يمكن اعتبار مرحلة تجفيف المنتجات الهلامية من أكثر المراحل صعوبة واستهلاكاً للوقت في عملية التصنيع الكلية وبشكل خاص عندما يكون المطلوب الوصول إلى مواد أحادية البنية مباشرة من الجلّ. بشكل طبيعي يوجد السائل في قنوات دقيقة بقطر من رتبة ~2-50 نانومتر. ينتج عن إزالة السائل بالتبخير نتيجتان: تتولّد إجهادات شعرية كبيرة، ويحدث انكماش معتبر في الجلّ تحت تأثير الإجهادات الشعرية .
يجب أن لا ننسى أن المواد الناتجة على شكل جل ضعيفة البنية نوعاً ما، والتشقق والالتواء هي من المشاكل التي قد تحدث ما لم يتم أخذ الاحتياطات اللازمة. إذا تم التبخر بشكل بطيء بغية ضبط ضغط البخار في السائل فإن عملية التجفيف قد تأخذ عدة أسابيع في حالة جل ذي سماكة تقدر بعدة سنتيمترات.
يفيد التعتيق قبل التجفيف في تمتين الشبكة في الجل وبالتالي تقليل مخاطر الانهيار . تم لحظ أن إضافة مواد كيميائية محددة إلى المحلول قبل بداية العملية يسرّع من عملية التجفيف بشكل معتبر . تتضمن هذه المركبات التي تسمى إضافات ضبط التجفيف الكيميائية (DCCA) الفورمأميد (NH2CHO)، أو الجليسيرول (C3H8O3)، أو حمض الأوكساليك (C2H2O4). وبينما يعتبر دورها في عملية التجفيف ليس بواضح، من المعروف أنها ترفع قساوة (وكذلك متانة) الجل. لكنها على الطرف المقابل قد تسبب مشاكل خطرة خلال مرحلة الشي لأنه من الصعب إحراقها. استخدام التجفيف فوق الحرج هو بحث آخر، حيث يتم تجنب المشاكل المتعلقة بالإجهادات الشعرية عبر إزالة السائل من المسامات عند قيم درجة حرارة وضغط أعلى من القيم الحدية .
يحتوي الجل على الرغم من مرحلة التجفيف على مقدار صغير من الماء الممتزّ والزمر العضوية مثل زمر الألكيل المتبقية والمثبتة كيميائياً إلى السلاسل البوليميرية. يتم إزالتها عادة عند درجة حرارة أقل من ~500 C وذلك قبل مرحلة التكثيف عند درجات حرارة أعلى من ذلك. يحدث هذا التكاثف عادة عند درجات حرارة أقل بكثير من تلك المطلوبة لصنع مادة مكافئة عبر طريقة تصنيع أكثر عمومية (كعملية تلبيد المساحيق). ينتج هذا التكاثف عند درجات حرارة أقل من المعتاد بسبب الطبيعة اللابلورية للجلّ والمسامية الدقيقة جداً. على كلّ، إن تبلور الجلّ قبل حصول تكاثف ملحوظ يمكن أن يقلل بشكل حاد من سهولة عملية التلبيد .

## ميزات العملية
وكإحدى طرق تصنيع المواد السيراميكية، تمتلك عملية الصّل-جلّ عدداً من المحاسن. بسبب سهولة تنقية السوائل (كونها مادة البدء الأولية للعملية) فإنه يمكن إنتاج مواد بدرجة نقاوة عالية. يمكن أيضاً إنتاج المواد ذات درجة التجانس الكيميائي الجيدة استثنائياً، والتي تكون مرغوبة جداً وخصوصاً في حالة الأكاسيد المعقدة، هذا لأن خلط المكونات يحدث على المستوى الجُزَيئيّ خلال التفاعلات الكيميائية. درجات حرارة التكاثف المنخفضة هي ميزة جيدة أخرى. يجب أن لا ننسى وجود مساوئ حقيقية. مواد البدء الأولية (مثل ألكوكسيدات المعادن) غالية بعض الشيء. ذكرنا سابقاً الصعوبات في مرحلة التجفيف المعتادة والتي خلالها التشققات والالتواءات والانكماش الملحوظ هي مشاكل عمومية.
بسبب هذه المشاكل بالتحديد أثناء مرحلة التجفيف يتم استخدام طريقة الصل-جل قليلاً في تصنيع المواد السيراميكية أحادية البنية. لكنّها شهدت استخداماً معتبراً في تصنيع المنتوجات الصغيرة أو الرقيقة مثل الأغشية والألياف والمساحيق. إن استخدامها في هذه المجالات متوقع له أن ينمو بشكل مطّرد في المستقبل.